# Xian de Lufeng
Pour les articles homonymes, voir Lufeng (homonymie).
Le xian de Lufeng (禄丰县 ; pinyin : Lùfēng Xiàn) est un district administratif de la province du Yunnan en Chine. Il est placé sous la juridiction de la préfecture autonome yi de Chuxiong. Le xian a donné son nom au Lufengpithecus, une espèce éteinte de grand singe dont le premier fossile y a été découvert dans les années 1970.

## Démographie
La population du district était de 407 088 habitants en 1999.